# إد لايتير
إد لايتير (بالإنجليزية: Ed Lauter) هو ممثل أمريكي، ولد في 30 أكتوبر 1938 في الولايات المتحدة، وتوفي في 16 أكتوبر 2013 بلوس أنجلوس في الولايات المتحدة.

## أعمال

### أفلام
- (1974) أطول يارد[11]
- (1975) الرابط الفرنسي 2
- (1983) كوجو
- (1989) ولد في الرابع من يوليو[12]
- (1995) مغادرة لاس فيغاس[13]
- (2003) سيبيسكيت[14]
- (2005) أطول يارد[15]
- (2006)  قصة ريكي بوبي[16]
- (2007) العدد 23
- (2011) الفنان
- (2012) مشكلة الرميات المنحنية[17][18]

### مسلسلات
- الملفات الغامضة
- جاغ
- التحقيق في موقع الجريمة

## وصلات خارجية
- إد لايتير على موقع IMDb (الإنجليزية)
- إد لايتير على موقع روتن توميتوز (الإنجليزية)
- إد لايتير على موقع قاعدة بيانات الأفلام العربية
- إد لايتير على موقع ألو سيني (الفرنسية)
- إد لايتير على موقع تيرنر كلاسيك موفيز (الإنجليزية)
- إد لايتير على موقع أول موفي (الإنجليزية)
- إد لايتير على موقع قاعدة بيانات برودواي على الإنترنت (الإنجليزية)
- إد لايتير على موقع قاعدة بيانات الأفلام السويدية (السويدية)
- إد لايتير على موقع إن إن دي بي (الإنجليزية)
- إد لايتير على موقع قاعدة بيانات الفيلم (الإنجليزية)